# Paroy-sur-Tholon
Paroy-sur-Tholon – miejscowość i gmina we Francji, w regionie Burgundia-Franche-Comté, w departamencie Yonne.
Według danych na rok 1990 gminę zamieszkiwało 265 osób, a gęstość zaludnienia wynosiła 63 osoby/km² (wśród 2044 gmin Burgundii Paroy-sur-Tholon plasuje się na 648. miejscu pod względem liczby ludności, natomiast pod względem powierzchni na miejscu 1279.).